# Kamehatylus japonicus
Kamehatylus japonicus is een vlokreeftensoort uit de familie van de Atylidae. De wetenschappelijke naam van de soort is voor het eerst geldig gepubliceerd in 1961 door Nagata.